# Peter Nobel
Peter Nobel (8 dicembre 1931) è un giurista e avvocato svedese, membro della famiglia Nobel e discendente di Ludvig Nobel.
Laureato in giurisprudenza all'Università di Uppsala, Nobel fu il primo Ombudsman del Ministero svedese dell'integrazione e eguaglianza di genere (1986-1991). Dal 1991 al 1994 fu Segretario generale della Croce Rossa svedese e dal 1998 al 2001 fu segretario del Comitato delle Nazioni Unite contro la discriminazione razziale (CERD). 
Peter Nobel è molto critico nei confronti del Premio Nobel per l'economia, a causa del fallimento di alcune previsioni dei premiati in questo settore. La sua contrarietà si basa principalmente sulla convinzione che l'economia non sia un scienza, e che mancherebbero le prove che Alfred Nobel avrebbe promesso di procedere all'assegnazione di un premio in suo nome per l'economia. Secondo Peter Nobel, la maggior parte di tali Nobel è andata a persone che hanno speculato in borsa e ciò sembra rinnegare l'obiettivo di Alfred Nobel di migliorare la condizione umana.

## Opere
- Peter Nobel, I idealisk riktning - Mitt liv, Atlantis, 2004. (La direzione ideale - la mia vita)